# Румънска лига I
Лига I (на румънски: Liga I), е лигата от най-високо ниво в румънския футбол. Официално име е Liga I Bergenbier заради спонсорството с бирата Bergenbier. Преди сезон 2006/07 първенството се нарича „Дивизия А“ (Divizia A), но след като се установява, че това име вече е регистрирано, се взема решение да се промени името. Лигата е основата през 1909. Всеки сезон изпадат 4 отбора и се качват 4, два от „Серия I“ и два от „Серия II“.
Първенството е част от Румънската професионална футболна лига (Liga Profesionistă de Footbal).

## Структура
18 клуба играят помежду си като домакини и гости. Накрая на сезона последните четири завършили изпадат в Лига II, а двата първи от Серия I и Серия II заемат местата им. Шампионът на Румъния и вторият в класирането автоматично се класират за третия предварителен квалификационен кръг на Шампионската лига. Третият в класирането влиза в третия предварителен квалификационен кръг на Лига Европа, четвъртият – за втория предварителен кръг на същото състезание, а петият – за първия. Носителят на купата на Румъния (Cupa României) се класира за плейофа на Лига Европа.

### Членове за сезон 2016 – 17
| Клуб         | Местоположение | сезон 2015 – 2016 |
| ------------ | -------------- | ----------------- |
| Астра        | Гюргево        | 1-во              |
| Ботошани     | Ботошани       | 10-о              |
| Вииторул     | Констанца      | 4-то              |
| ФК Волунтари | Волунтари      | 12-о              |
| Газ Метан    | Медиаш         | Сериа II 1-во     |
| Динамо       | Букурещ        | 2-ро              |
| Конкордия    | Кяжна          | 13-о              |
| КСМС         | Яш             | 7-о               |
| СК Пандури   | Търгу Жиу      | 3-то              |
| Поли         | Тимишоара      | 11-о              |
| Стяуа        | Букурещ        | 5-о               |
| Университатя | Крайова        | 8-о               |
| Търгу Муреш  | Търгу Муреш    | 6-о               |
| ЧФР Клуж     | Клуж           | 9-о               |

- Отборът на „Политехника“ Тимишоара завършва на първо място в Серия II, но не получава лиценз от Румънската професионална футболна лига и през сезон 2012/13 отново участва в същото първенство.

## Шампиони по клубове
| Клуб                     | Шампион | Години |
| ------------------------ | ------- | --- |
| Стяуа Букурещ            | 28      | 1951, 1952, 1953, 1956, 1959 – 60, 1960 – 61, 1967 – 68, 1975 – 76, 1977 – 78, 1984 – 85, 1985 – 86, 1986 – 87, 1987 – 88, 1988 – 89, 1992 – 93, 1993 – 94, 1994 – 95, 1995 – 96, 1996 – 97, 1997 – 98, 2000 – 01, 2004 – 05, 2005 – 06, 2012 – 13, 2013 – 14, 2014 – 15, 2023 – 24, 2024 - 25 |
| Динамо Букурещ           | 18      | 1955, 1961 – 62, 1962 – 63, 1963 – 64, 1964 – 65, 1970 – 71, 1972 – 73, 1974 – 75, 1976 – 77, 1981 – 82, 1982 – 83, 1983 – 84, 1989 – 90, 1991 – 92, 1999 – 00, 2001 – 02, 2003 – 04, 2006 – 07                                                                                                |
| Винъс Букурещ            | 8       | 1919 – 20, 1920 – 21, 1928 – 29, 1931 – 32, 1933 – 34, 1936 – 37, 1938 – 39, 1939 – 40 |
| ЧФР Клуж                 | 8       | 2007 – 08, 2009 – 10, 2011 – 12, 2017 – 18, 2018 – 19, 2019 – 20, 2020 – 21, 2021 – 22 |
| УТА Арад                 | 6       | 1946 – 47, 1947 – 48, 1950, 1954, 1968 – 69, 1969 – 70 |
| Чинезул Тимишоара        | 6       | 1921 – 22, 1922 – 23, 1923 – 24, 1924 – 25, 1925 – 26, 1926 – 27 |
| Университатя Крайова     | 4       | 1973 – 74, 1979 – 80, 1980 – 81, 1990 – 91 |
| Рипенсия Тимишоара       | 4       | 1932 – 33, 1934 – 35, 1935 – 36, 1937 – 38 |
| Рапид Букурещ            | 3       | 1966 – 67, 1998 – 99, 2002 – 03 |
| ФК Петролул (Плоещ)      | 3       | 1957 – 58, 1958 – 59, 1965 – 66 |
| Колентина Букурещ        | 2       | 1912 – 13, 1913 – 14 |
| Арджеш Питещ             | 2       | 1971 – 72, 1978 – 79 |
| Олимпиа Букурещ          | 2       | 1909 – 10, 1910 – 11 |
| КА Орадеа                | 1       | 1948 – 49 |
| Юнайтед Плоещ            | 1       | 1911 – 12 |
| Прахова Плоещ            | 1       | 1915 – 16 |
| Колцеа Брашов            | 1       | 1927 – 28 |
| Ювентус (Букурещ)        | 1       | 1929 – 30 |
| КСМ Решица               | 1       | 1930 – 31 |
| Униреа Урзичени          | 1       | 2008 – 09 |
| Романа-Американа Букурещ | 1       | 1914 – 15 |
| Униреа Триколор Букурещ  | 1       | 1940 – 41 |
| Оцелул Галац             | 1       | 2010/11 |
| Астра (Гюргево)          | 1       | 2015 – 16 |
| Виторул (Констанца)      | 1       | 2016 – 17 |
| Фарул (Констанца)        | 1       | 2022 – 23 |

- Отборите със звезда показват, че отборът има 10 титли. Отборите със затъмнен шрифт участват в първенството. Отборите с наклонен шрифт не съществуват, а тези с нормален шрифт се намират в долните дивизии на Румъния.

### По градове
| Град      | Титли | Носители на титлата |
| --------- | ----- | --- |
| Букурещ   | 64    | Стяуа (28), Динамо (18), Винъс (8), Рапид (3), Колентина (2), Олимпия (2), Ювентус (1), Романо-Американа (1), Униреа Триколор (1) |
| Тимишоара | 10    | Чинезул (6), Рипенсиа (4) |
| Клуж      | 7     | ЧФР 1907 (3) |
| Арад      | 6     | УТА (6) |
| Плоещ     | 5     | Петролул (3), Прахова (1), Юнайтед (1)                                                                                            |
| Крайова   | 4     | Университатя (4) |
| Питещ     | 2     | ФК Арджеш (2) |
| Констанца | 2     | Виторул (1), Фарул (1) |
| Брашов    | 1     | Колцеа (1) |
| Галац     | 1     | Оцелул (1) |
| Орадя     | 1     | КАО (1) |
| Решица    | 1     | КСМ (1) |
| Урзичени  | 1     | Униреа (1) |
| Гюргево   | 1     | Aстра (1) |